# 松岡清治 (野球)
松岡 清治（まつおか きよはる、1954年1月7日 - ）は、東京都出身の元プロ野球選手。ポジションは投手。

## 来歴・人物
修徳高等学校では投手として活躍。1970年秋季東京大会で準々決勝に進むが、日大三高の渡部良克（日大－名古屋日産）に完封負けを喫する。
1971年のドラフト7位でヤクルトスワローズ入団。ルーキー時の1972年にはジュニアオールスターにも出場、同年のイースタンリーグでは最多勝（12勝6敗）をはじめ4つのタイトルを獲得した。一軍でも5試合に登板し、翌年の新人王の最有力候補といわれたが、その後はほとんど出場機会に恵まれなかった。
1976年、ロッテオリオンズに伊達泰司との交換トレードで移籍。同年6月27日にはプロ初先発、近鉄の井本隆と投げ合い7回1/3を1失点と好投するが、打線の援護がなく敗戦投手となる。10月4日には同じ近鉄を相手に2回目の先発、しかし3回を2失点と打ち込まれ降板した。1976年は16試合に登板するが、翌1977年は出番がなく同年限りで引退。
181センチの恵まれた体格を活かし真っ向から投げ下ろす本格派で、角度のある速球に威力があった。変化球はカーブ、フォーク、シュート、スライダーを武器とした。

## 詳細情報

### 年度別投手成績
| 年 度     | 球 団     | 登 板 | 先 発 | 完 投 | 完 封 | 無 四 球 | 勝 利 | 敗 戦 | セ 丨 ブ | ホ 丨 ル ド | 勝 率 | 打 者 | 投 球 回 | 被 安 打 | 被 本 塁 打 | 与 四 球 | 敬 遠 | 与 死 球 | 奪 三 振 | 暴 投 | ボ 丨 ク | 失 点 | 自 責 点 | 防 御 率 | W H I P |
| --------- | --------- | ----- | ----- | ----- | ----- | -------- | ----- | ----- | -------- | ----------- | ----- | ----- | -------- | -------- | ----------- | -------- | ----- | -------- | -------- | ----- | -------- | ----- | -------- | -------- | ------- |
| 1973      | ヤクルト  | 5     | 0     | 0     | 0     | 0        | 0     | 0     | --       | --          | ----  | 34    | 7.0      | 9        | 1           | 4        | 0     | 0        | 3        | 0     | 0        | 8     | 8        | 10.29    | 1.86    |
| 1976      | ロッテ    | 16    | 2     | 0     | 0     | 0        | 0     | 1     | 0        | --          | .000  | 214   | 50.2     | 46       | 7           | 17       | 0     | 2        | 20       | 0     | 0        | 28    | 23       | 4.06     | 1.24    |
| 通算：2年 | 通算：2年 | 21    | 2     | 0     | 0     | 0        | 0     | 1     | 0        | --          | .000  | 248   | 57.2     | 55       | 8           | 21       | 0     | 2        | 23       | 0     | 0        | 36    | 31       | 4.81     | 1.32    |

### 記録
- 初登板：1973年4月19日、対阪神タイガース3回戦（明治神宮野球場）、8回表に5番手で救援登板・完了、2回無失点
- 初先発登板：1976年6月27日、対近鉄バファローズ前期12回戦（日本生命球場）、7回1/3を3失点（自責点2）で敗戦投手

### 背番号
- 46 （1972年 - 1975年）
- 26 （1976年 - 1977年）

### 登録名
- 松岡 清治 （まつおか きよはる、1972年 - 1976年）
- 松岡 諭吾 （まつおか ゆうご、 1977年）